# ファルマス子爵
ファルマス子爵（英: Viscount Falmouth）はイギリスの子爵、貴族。グレートブリテン貴族爵位。これまでに2度創設されており、第1期はイングランド貴族として、現存する第2期はグレートブリテン貴族としての叙爵である。

## 歴史

### フィッツロイ家（第1期）
国王チャールズ2世の庶子ジョージ・フィッツロイ(1665-1716)は1674年10月1日にイングランド貴族として「ノーサンバーランド伯爵」に叙せられたが、その際に伯爵位の従属爵位として「コーンウォール州におけるファルマス子爵(Viscount Falmouth in the county of Cornwall)」を授けられた例が第1期の創設にあたる。ジョージは1683年には「ノーサンバーランド公爵」に上ったが、子のないまま死去したためにすべての爵位は廃絶した。

### ボスコーエン家（第2期）

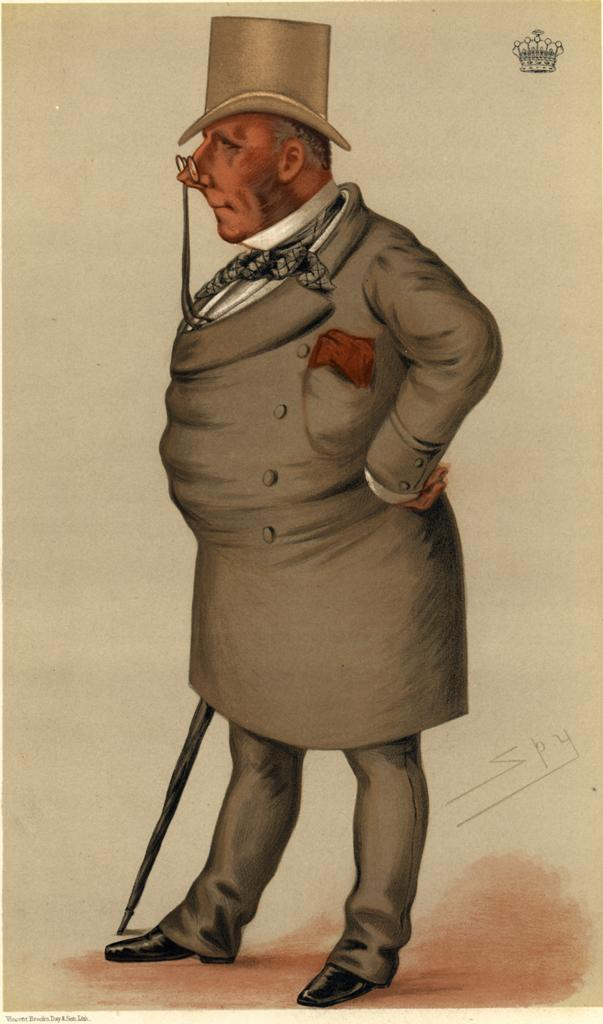
6代子爵を描いたカリカチュア。(Spy作,『バニティ・フェア』誌,1877年9月号)

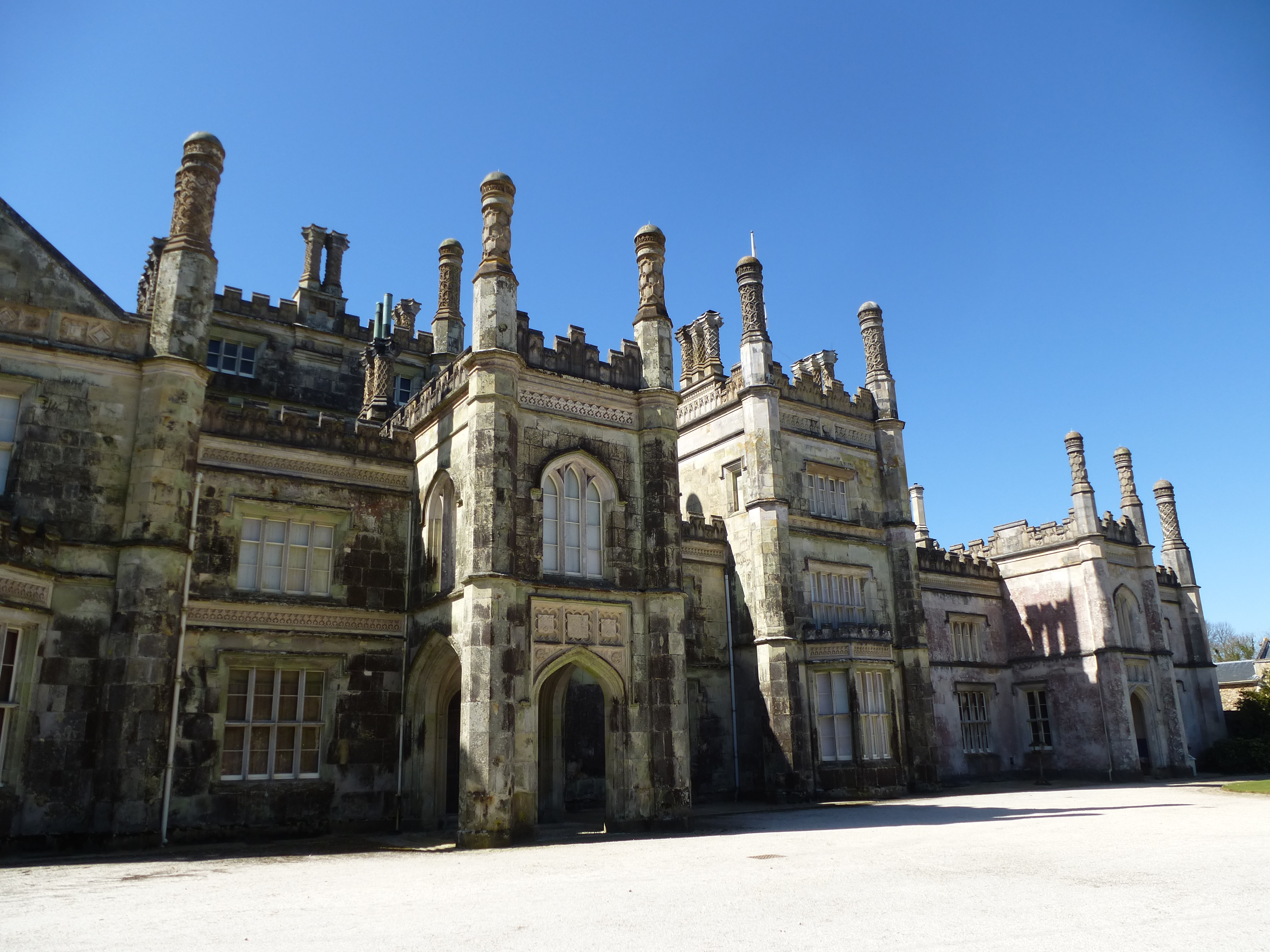
子爵家の現邸宅であるトレゴスナン。

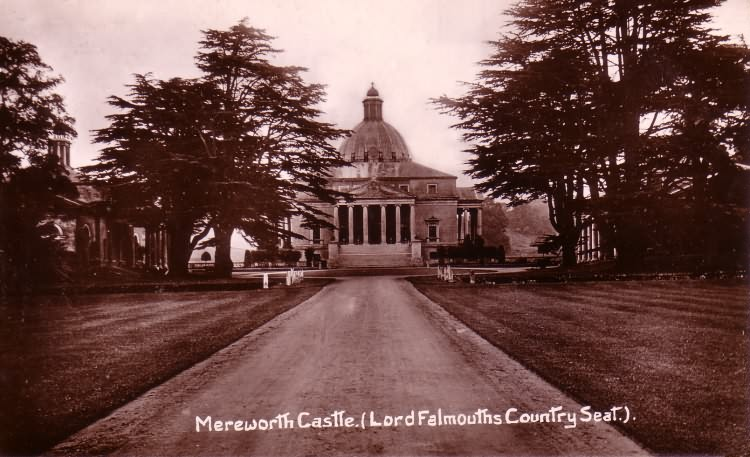
子爵家旧邸宅のミアワース城。

ホイッグ党所属の庶民院議員ヒュー・ボスコーエン(1680-1734)は王室監査官や枢密顧問官を務めた政治家で、彼が1720年にグレートブリテン貴族として「ファルマス子爵(Viscount Falmouth)」及び「ボスコーエン・ローズ男爵(Baron Boscawen-Rose)」に叙された例が第2期の創設にあたる。
その子である2代子爵ヒュー(1707–1782)が子供のないまま死去したため、爵位は甥ジョージ・イヴリン（3代子爵、1758–1808）に継承された。これ以降は現在に至るまで3代子爵の系統によって爵位は継承されている。
その息子の4代子爵エドワード(1787–1841)はウルトラ・トーリーに属して、ウェリントン公爵内閣の提出したカトリック解放法案に激しく抵抗した政治家である。彼は1821年のジョージ4世即位記念叙爵に際して、連合王国貴族爵位の「ファルマス伯爵(Earl of Famouth)」に陛爵した。
しかし、その子の2代伯ジョージ(1811–1852)が生涯未婚のまま没すると、伯爵位はわずか2代にして廃絶した。一方で、子爵位は初代伯の弟ジョンの長男イヴリンが継承した。
6代子爵イヴリン(1819-1889)はクラシック競馬の馬主として名を馳せた人物で、彼の専属騎手フレッド・アーチャーは8084回騎乗して2748勝を挙げた戦績を誇る。また、彼の代に子爵家の抱える地所は25,910エーカーに達して、コーンウォール州の総面積の3.41％を占めた。
その子である7代子爵イヴリン(1847–1918)は1891年に母メアリーから古いイングランド貴族爵位の「ル・ディスペンサー男爵」を継承したため、以降は現在に至るまで同男爵位が子爵位に付随する。
その孫にあたる9代子爵ジョージ(1919-2022)はコーンウォール州統監を務めた。
その子の10代子爵エヴリン(1955-)がファルマス子爵家の現当主を務めている。
子爵家の邸宅は、コーンウォール州トゥルーロの近郊に位置するトレゴスナン。かつての邸宅にはケント州ミアワースに位置したミアワース城があった。

## 現当主の保有爵位
現当主である第10代ファルマス子爵エヴリン・ボスコーエンは、以下の爵位を有する。
- 第10代ファルマス子爵(10th Viscount Falmouth)
(1720年6月9日の勅許状によるグレートブリテン貴族爵位)
- 第20代ル・ディスペンサー男爵(20th Baron le Despencer)
(1295年6月24日の議会召集令状によるイングランド貴族爵位)
- 第10代ボスコーエン・ローズ男爵(10th Baron Boscawen-Rose)
(1720年6月9日の勅許状によるグレートブリテン貴族爵位)

## フィッツロイ家

### ファルマス子爵（第1期;1674年）
- 初代ファルマス子爵（初代ノーサンバーランド公爵）ジョージ・フィッツロイ (1665–1716)（1716年にファルマス子爵位廃絶）

## ボスコーエン家

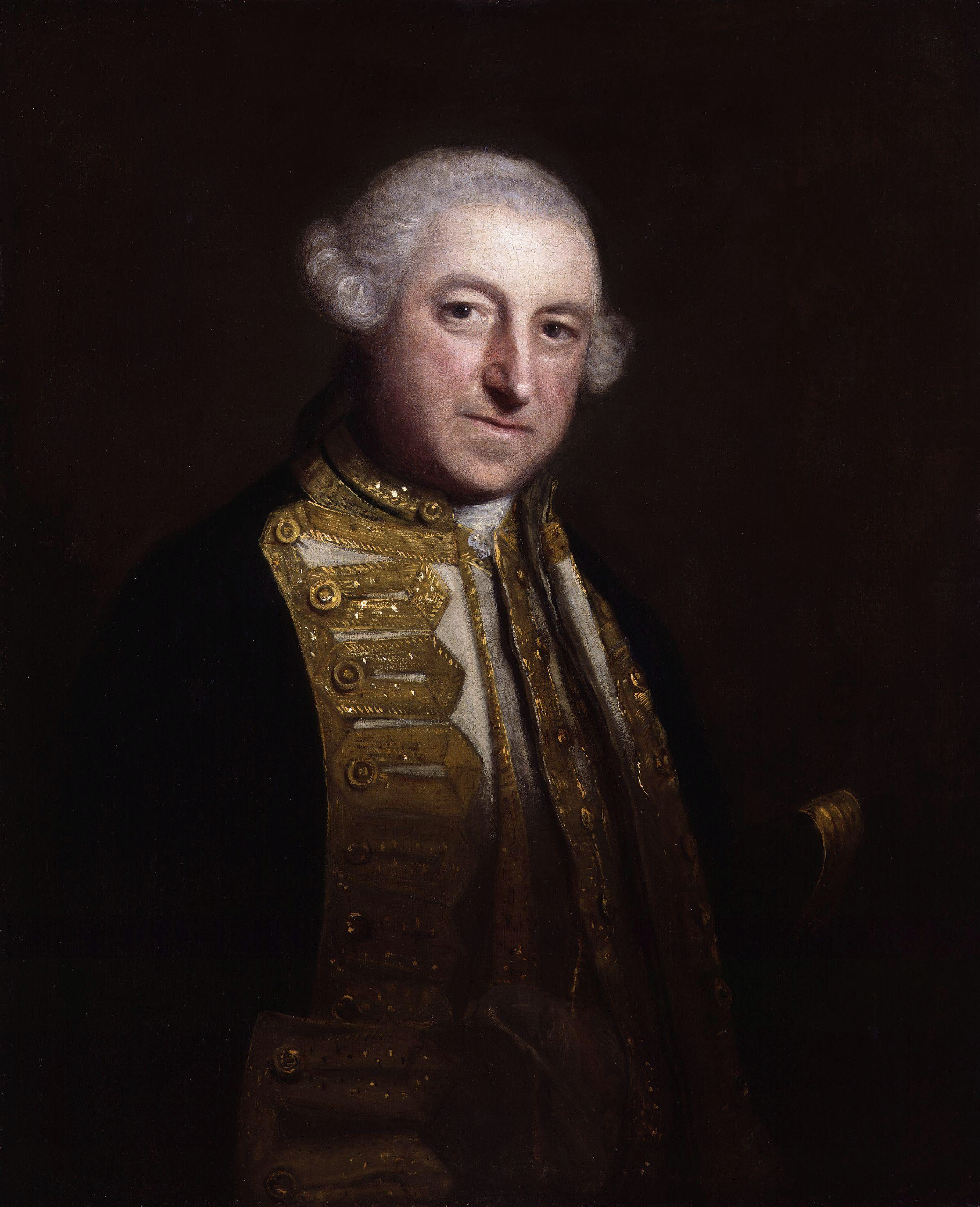
エドワード・ボスコーエン提督。子爵家の出身。

### ファルマス子爵（第2期;1720年）
- 初代ファルマス子爵ヒュー・ボスコーエン (c. 1680–1734)
- 第2代ファルマス子爵ヒュー・ボスコーエン (1707–1782)
- 第3代ファルマス子爵ジョージ・イヴリン・ボスコーエン (1758–1808)
- 第4代ファルマス子爵エドワード・ボスコーエン (1787–1841)（1821年にファルマス伯爵位創設）

### ファルマス伯爵（1821年）
- 初代ファルマス伯爵エドワード・ボスコーエン (1787–1841)
- 第2代ファルマス伯爵ジョージ・ヘンリー・ボスコーエン (1811–1852)（1852年にファルマス伯爵位廃絶）

### ファルマス子爵（第2期;1720年）
- 第6代ファルマス子爵エヴリン・ボスコーエン (1819–1889)
- 第7代ファルマス子爵エヴリン・エドワード・トマス・ボスコーエン (1847–1918)
- 第8代ファルマス子爵エヴリン・ヒュー・ジョン・ボスコーエン (1887–1962)
- 第9代ファルマス子爵ジョージ・ヒュー・ボスコーエン（英語版） (1919 - 2022)
- 第10代ファルマス子爵エヴリン・アーサー・ヒュー・ボスコーエン（1955-）

爵位の法定推定相続人は現当主の息子であるイヴリン・ジョージ・ウィリアム・ボスコーエン（1979-）。
法定推定相続人の法定推定相続人はその息子であるイヴリン・ラルフ・コンスタンティン・ボスコーエン（2015-）。

### 註釈
1. ↑  ジョージ・イヴリンは2代子爵の弟で、ラゴスの海戦を指揮した海軍軍人エドワード・ボスコーエン提督を父に持つ人物。
2. ↑  騎手アーチャーの勝利のうち、半数以上がファルマス卿の勝利回数だという[14]。
3. ↑  ㎢に換算すると、約104.9㎢に相当。子爵家はコーンウォール州土地所有者上位10人の一角を占めた[16]。